# Madeleine Baranger
Madeleine Baranger (Coldefy, 23 de gener de 1920 - Buenos Aires, 19 de juny de 2017) és una psicoanalista francesa, autora de diversos articles i llibres.

## Biografia
Diplomada en lletres clàssiques a la Universitat Féderale Toulouse Midi-Pyrénées (1941). Es casà l'any 1943 amb Willy Baranger i s'instal·laren a l'Argentina l'any 1946. Es formà com a psicoanalista influenciada per les teories de Melanie Klein. S'especialitzà en l'anàlisi dels nens. És membre titular de l'Associació psicoanalítica argentina i de l'Associació Psicoanalítica Internacional (API) des del 1959. Willy Baranger i ella s'instal·len, l'any 1954, a Montevideo, on l'any següent crearen l'Associació Psicoanalítica Uruguaiana. Fundaren la Revista Uruguaya de Psicoanálisis i un institut de psicoanàlisis, el qual ella dirigí des de 1955 fins al 1964, i on donà seminaris i feu supervisions i anàlisis didàctics. L'any 1966 tornà a Buenos Aires.

## Reconeixements
- 1996 : Premi Konex de psicoanàlisi[4]
- 2008 : Sigourney Award